# Eugene Jarecki

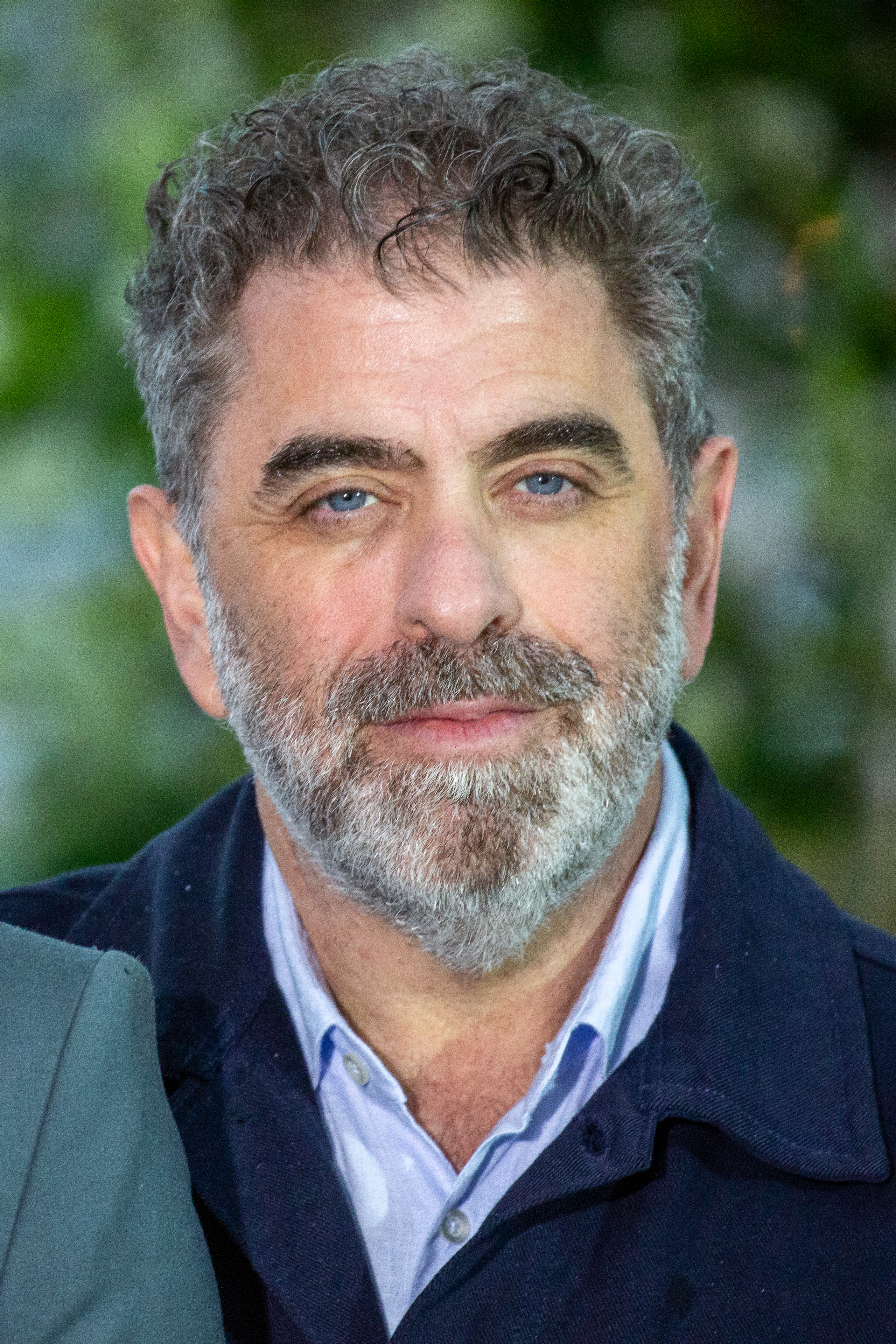
Eugene Jarecki (2025)

Eugene Jarecki ist ein US-amerikanischer Dokumentarfilmer. Seine Filme Why We Fight und The House I Live In gewannen Preise beim Sundance Film Festival.

## Leben
Eugene Jarecki ist der Sohn von Henry Jarecki. Er studierte in Princeton und an der New York University. In Princeton arbeitete Jarecki einige Jahre als Regisseur von Bühnenstücken. 1992 wandte er sich dem Medium Film zu und gewann mit seinem ersten Kurzfilm Season Of The Lifterbees einen Student Academy Award und den Time Warner Grand Prize beim Aspen Film Festival, nachdem der Film beim 1993 Sundance Film Festival seine Premiere gefeiert hatte.
Sein Film Angeklagt: Henry Kissinger wurde für einen Independent Spirit Award nominiert und gewann 2002 den Amnesty International Award. Der Film wurde beim Sundance DOCday und vom Digitalsender BBC Four gezeigt.
Jarecki war Gastwissenschaftler am Watson Institute for International Studies der Brown University. Sein Bruder Andrew Jarecki ist ebenfalls Filmmacher.
Jarecki installierte Anfang Mai 2020 am Times Square die Kunstinstallation Trump Death Clock.

## Filme
- Season Of The Lifterbees (1993)
- Quest of the Carib Canoe (2000)
- The Opponent (2000)
- The Trials of Henry Kissinger (2002; deutscher Titel: Angeklagt: Henry Kissinger)
- Why We Fight (2006)
- Addiction (2007)
- Freakonomics (2010) (Kinostart in Deutschland: 24. Oktober 2013)
- Reagan (2011)
- The House I Live In (2012; deutscher Titel: Drogen: Amerikas längster Krieg)
- The King – Mit Elvis durch Amerika (2018)[1]

## Schriften
- The American Way of War: Guided Missiles, Misguided Men, and a Republic in Peril (2008), Simon & Schuster/Free Press.

## Gastauftritte
- Eugene in The Young Turks Show
- Eugene Jarecki, 26. Januar 2006 in The Charlie Rose Show
- Eugene Jarecki, 20. Oktober 2008 in The Daily Show
- Eugene Jarecki, 21. Februar 2011 in The Colbert Report
- Eugene Jarecki Move Your Money, 11. Januar 2010 in The Colbert Report